# Victoria (ancienne circonscription fédérale albertaine)
Pour les articles homonymes, voir Victoria.
Victoria fut une circonscription électorale fédérale de l'Alberta, représentée de 1909 à 1925.
La circonscription de Victoria a été créée en 1907, deux ans après la création de la province d'Alberta, avec des parties d'Edmonton et de Strathcona. Abolie en 1924, elle fut redistribuée parmi Battle River, Camrose, Vegreville et de Wetaskiwin.
Il ne faut par confondre cette circonscription avec ses homonymes des autres provinces telle  Victoria en Colombie-Britannique, Victoria en Nouvelle-Écosse, Victoria au Nouveau-Brunswick et Victoria en Ontario.

## Députés
1. 1909-1921 — William Henry White, PLC
2. 1921-1925 — William Thomas Lucas, UFA

- PLC = Parti libéral du Canada
- UFA = United Farmers of Alberta